# جرسونيرة (فلم)
جرسونيرة هو فيلم مصري من إنتاج عام 2013، بطولة غادة عبد الرازق، نضال الشافعي، منذر رياحنة.

## قصة الفيلم
تدور أحداث الفيلم داخل فيلا فاخرة تعيش فيها ندى (غادة عبد الرازق) الجرسونيرة التي صعدت للسطح بجوار أبناء المجتمع الراقي بسبب علاقتها بالسفير السابق سامح عمران (نضال الشافعي) صاحب الأسرة والأبناء وتكون ندى علاقة الظل التي تجمعه بامرأة أخرى غير زوجته.
رغم حياة الرفاهية التي تبدو على ندى إلا أن تلك الحياة لا تساوى لديها شيئاً دون لحظات عطف أو حنان لا تجدها في أحضان عشيقها السفير الذي يعطيها أشياء رغم رفاهيتها تراها ندى عادية، في حين يتمتع هو بكل مفاتنها ولا يرى في علاقتها به سوى متعته الخاصة دون الاهتمام بما تعانيه من ألم وكلمات صادقة تخرج منها في أوقات احتساء مذهبات العقل.
يظهر اللص (منذر رياحنة) داخل الفيلا مشهراً سلاحه في وجه الجميع ليحصل على كل المجوهرات الموجودة بالمنزل ويوثق السفير السابق بعد أن يجعله يوقع على شيكات بالملايين وتحت التهديد يصور اللص مضاجعة سامح عمران بالجرسونيرة على الفراش ويجبر الجميع على احتساء المخدرات التي تدفعه لاغتصاب الجرسونيرة أمام عشيقها السفير الذي لا يخشى إلا على منصبه ويعجز عن التدخل والدفاع عنها أو حتى الغضب من أجلها.
ينتهى الأمر ويخرج اللص ويتبعه السفير بعد مشادة مع عشيقته التي تتأكد أنه لا يريدها إلا للمتعة، ولكن فجأة يفتح باب الفيلا لنتفاجأ بأن ما حدث من اللص لم يكن سوى مؤامرة بالاتفاق مع ندى، وبعد تقسيم الغنائم يدخل سامح الذي لمح اللص يدخل الفيلا مصادفة، وعرف بالمؤامرة فيوثق كلاهما ويفتح إسطوانة الغاز في انتظار إطلاقه الرصاص على عشيقته وشريكها اللص ولكن الجرسونيرة تبادر هي بالإمساك بـ «ولاعة سجائر» في إشارة لاقتراب اشتعالها.

## طاقم التمثيل
- غادة عبد الرازق: (ندى)
- نضال الشافعي: (سامح)
- منذر رياحنة: (اللص)

الجرسونيره هي الشقة التي يتقبل فيها الرجل عشيقته وليست العشيقه، من كلمه فرنسية جرسون يعني ولد/شاب

## فريق العمل
- إخراج: هاني جرجس فوزي
- تأليف: حازم متولي
- إنتاج: ميديا جروب للإنتاح الفني، سوتير للإنتاج الفني
- توزيع : الشركة العربية للإنتاج والتوزيع السينمائي
- مونتاج: غادة عز الدين
- موسيقى تصويرية: خالد البكري
- مدير التصوير: سامح سليم

## وصلات خارجية
- مقالات تستعمل روابط فنية بلا صلة مع ويكي بيانات